# Station Lezoux
Station Lezoux is een spoorwegstation in de Franse gemeente Lezoux.